# Invalidkyrkogården

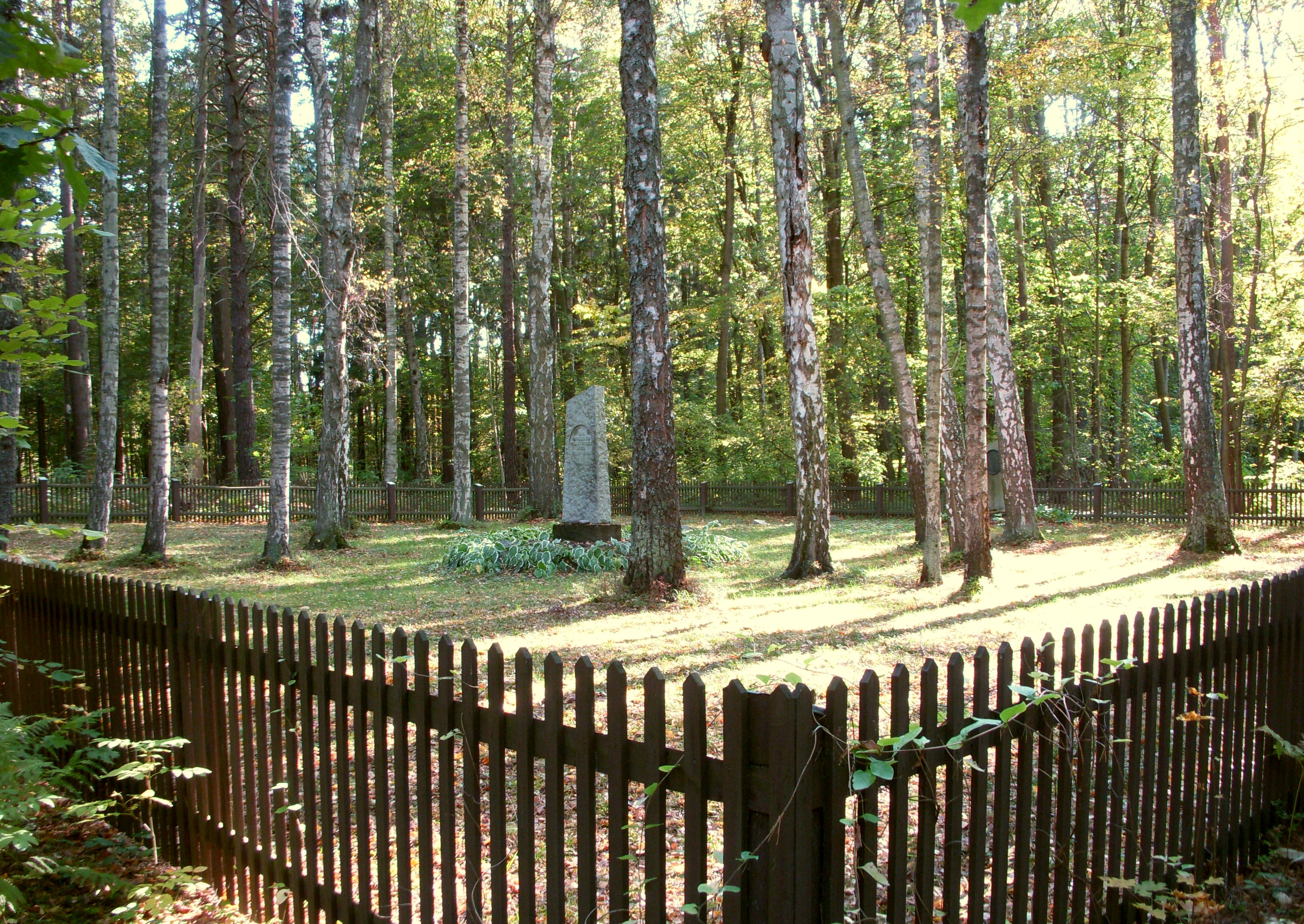
Invalidkyrkogården i oktober 2011.

Invalidkyrkogården är en inte längre använd begravningsplats på Ulriksdals slottsområde i Solna kommun. Kyrkogården ligger i ett skogsparti strax sydöst om Ulriksdals Wärdshus. Kyrkogården inrättades 1824 och den sista begravningen skedde här 1905.

## Historik
Invalidkyrkogården tillkom i samband med att Ulriksdals slott uppläts 1822 av Karl XIV Johan som invalidinrättning, alltså som vårdhem för krigsveteraner från krigen 1788 till 1814. På Ulriksdal bodde och vårdades samtidigt som mest ett 80-tal personer som sköttes av läkare och sjuksköterskor. Invaliderna var utvalda officerare, underofficerare och meniga, totalt under åren 382 personer varav 68 officerare, 47 underofficerare och 268 manskap. Vid generalmönstringen 30 december 1841 omnämner mönsterherren generallöjtnant friherre C.A. Lovisin att samtliga invalider deltagit i fälttåg och att 24 man är dekorerade med Medalj för Tapperhet i Fält. Vid mönstringen 21 december 1844 fanns bland invaliderna endast 8 man som ej deltagit i fälttåg och totalt 18 med tapperhetsmedalj. Av de avlidna begravdes cirka 200 personer på kyrkogården. När vårdinrättningen på slottet avvecklades 1849 skickades de återstående invaliderna hem till släkten eller överfördes till Danvikens hospital. 
Den nuvarande inhägnade delen av kyrkogården anlades 1884 och mäter ungefär 50x50 meter, men den utgör bara en liten del av den ursprungliga kyrkogården. På kyrkogården finns ett gravmonument från 1824 samt en större och fyra mindre gravstenar. Gravmonumentet har en inskription: "H H (Här hvilar) invalider från krigen åren 1788-1814." Den större gravstenen resters för Kapten Lars David Kafle och hans familj. Kafle var administratör och sedermera kommendant för invalidinrättningen. Stenen bär en järnplatta med inskriptionen: "Hvilorum för Lars David Kafle överstelöjtnant R.S.O. d 1839, maka Sophia Wahlfeldt d 1866, dotter Mathilda d 1840."

## Officersinvalider
REIMERS Daniel Christian , kapten i armén, R.S.O. 1822-26
BROGREN Gustaf, löjtnant, 1. Livgrenadjärregementet,1822-34
HOLMBLAD Per Abraham, löjtnant Wermlands lantvärnsbataljon,  Medalj i guld för Tapperhet i Fält, 1822-24
STJERNECREUTZ Johan Wilhelm, löjtnant, Österbottens regemente, 1822-01-27—11-12
ÖRN Adam kaptenlöjtnant vid Flottan, 1822-01-27—07-02
PFEIFF Daniel Gustav, fänrik i armén, livdrabant, 1822-1848
PANCHÉEN Fredrik, fänrik Gotlands nationalbeväring, 1822-23
RYDMAN Petter, löjtnant Wasa regemente 1822-29
LAGERCRANTZ Fredik, major, Jönköpings regemente, R.S.O. 1822--02-11
WESTMAN Carl Abraham, kapten Wermlands regemente, Medalj i guld för Tapperhet i Fält, 1822-23
ENGSTRÖM Per, löjtnant arméens flotta, 1822-23
EKENSTJERNA Johan Adolf, ryttmästare vid husarerna, bataljonschef Skaraborgs lantvärn, 1822-24
EDELFELT Göran Gustaf kapten, Upplands regemente, Medalj i guld för Tapperhet i Fält, 1822-34
CARLBECK Elias, kapten, arméens flotta Medalj i guld för Tapperhet i Fält, 1822-26
HEGART Georg, fänrik, arméens flotta, Kombinationsmedalj i guld mindre Fredrikshamn-Svensksund 1822-23
SJÖBERG Carl, löjtnant, Änkedrottningens livregemente, 1822-26
LUNDGREN Axel Magnus, kapten Södermanlands regemente, 1823-28
GAFVELHOLM Johan Robert, stabslöjtnant, Upplands regemente, 1823-25 
ARRÉN von KAPFELMAN Carl Jacob, löjtnant, arméens flotta, R.S.O. 1823-24
BOSIN Paul, major, Kalmare regemente överstelöjtnant i armén, R.S.O. 1824-26
MEURLING Carl Gustaf, 1824-03-06--06-12, kapten, Hälsinge regemente
RÅDBERG Erik Johan, 1825-1826, löjtnant Westmanlands regemente
PÅLMAN Jon, 1825-33, löjtnant Kronobergs regemente, kapten i armén
CEDERSKÖLD Leonard Fredrik, 1826-29, major, Elfsborgs regemente 
DAHLFELT Fredrik Ulrik, 1826-42, major, Västgöta-Dals regemente
LAURBECK Carl Petter, 1826-28, fänrik, flottan
ROUSSEAU Johan Georg, 1826-27, löjtnant i armén, vaktmästare, Mörnerska husarerna
UGGLA Robert, 1826-05-07--, kapten, Westmanlands regemente
MODÉE Carl Magnus, 1826-29, underlöjtnant, arméens flotta
von NANDELSTADT Johan Daniel, 1826, löjtnant i armén, Jämtlands hästjägare
MÜNTER Lorentz, 1826-34, kapten, Wendes artilleriregemente
STRÅLENHJELM Haqvin Evert, 1826-30, löjtnant, Kronobergs regemente
BOIJE AF GENNÄS Friherre Axel Johan 1827-45, löjtnant, Adelsfaneregementet
LIDSTRÖM Hans, 1827-49, kapten Västgöta-Dals regemente
GYLLENPALM Gustav Wilhelm, 1820-01-27--03-25, kapten, Hälsinge regemente
ARRHENIUS Gustav, 1820-34, fänrik, Upplands regemente
SILVERSVÄRD Carl Gustaf, 1829-37, kapten, Garnisonsregementet i Göteborg
LYCHOU Casten, 1829-33, löjtnant, Västerbottens regemente
PETRÉ Otto Wilhelm, 1830-39, kapten i armén, 1. Livgrenadjärregementet
ROTHLIEB Wilhelm, 1830-38, kapten, Kronobergs regemente
TORPADIUS Samuel, 1830-32, fänrik, Kalmare regemente
TEGNER Fredrik Magnus, 1831-34, kapten, Göta Artilleriregemente
UDD Carl Magnus, 1832-37, kapten, Dalregementet
SABELFELT Gustaf Adolf, 183?-44, major, Älvsborgs regemente
HJERTA Per, 1833-34, kapten, Bohusläns regemente
MONTELL Erik Augustin, 1834-41, kapten, Wendes Artilleriregemente
MORIAN Arvid, 1834-36, fänrik, Södra skånska infanteriregementet
SKÖLDARM Hampus Henrik, 1835--, löjtnant, Skaraborgs regemente
FLEETWOOD friherre Erik Johan, 1835-38, stabsfänrik, Södermanlands regemente
KEMPE Isak, 1835-36, kapten, Wendes artilleriregemente
JUVANDER Zakarias, 1835-47, underlöjtnant i armén, bondeledare i Finland
NETHERWOOD Zacharias August, 1836-49, f.d. officer, civil
BJÖRKLUND Clemens Lebrecht, 1837-42, kapten I armén, Upplands regemente
von SCHANTZ Malcolm Fredrik, 1837-40, ryttmästare, Smålands kavalleriregemente
von RÖÖK Carl Fredrik, 1837-49, kapten, Wendes artilleriregemente
WESTERLING Samuel Joachim, 1838-43, löjtnant, Jönköpings regemente
ULFHJELM Claës Ambjörn, 1838-49, kapten, Västerbottens regemente, Medalj i guld för Tapperhet i Fält
GUSTAFSSON Carl, 1839-48, konstituerad fänrik, Livgrendadjär regementets rusthållsdivision
CARLESON Axel Ludvig, 1841-44, ryttmästare, Lifreg. Husarer, R.S.O.
MORSTRÖM Johan Adolf, 1841-47, kornett i armén, Dalregementet, Ryska S:t Georgsordens kors V. Klass 1816
CRONHIELM friherre Polycarpus, 1843-, kapten, Sjöartilleriregementet
WEISSENDORF Claes Gudmund, 1843-49, underlöjtnant i armén, Kronprinsens husarregemente
PANCHÉEN Gustaf Adolf, 1843-49, kapten i armén, Wendes artilleriregemente
RIDDERHJERTA Otto Reinhold, 1844-49, kapten i armén, Södermanlands regemente

## Underofficersinvalider
LOSTJERNA Johan August, 1822-29, sergeant, Kronobergs regemente
ÖRBOM Jonas,, 1822-23, furir, Svea artilleriregemente
LIND Johan Erik, 1822-, sergeant, Svea artilleriregemente
PIHLGREN Johan Gustaf, 1822-32, fanjunkare, Upplands regemente, Medalj i silver för Tapperhet i Fält
TRÄNK, Gustaf, 1822-, styckjunkare, Arméens Flotta
EKLUND Gustaf, 1822-24, fältväbel, Svea Livgarde
BOBERG Noach, 182?-1824, överskeppare, Flottan
ENGMAN Lars, 1823-24, sergeant, Västgöta regemente
HESSELGREN Anders Leonard, 1823-27, styckjunkare, Svea artilleriregemente
KÖHLER Frans, 1823-24, hautboist, Svea Livgarde
TEGELBERG Frans Simeon, 1825-30, fanjunkare, Upplands regemente, Medalj i silver för Tapperhet till sjöss och Medalj i silver för Tapperhet i Fält                                                                
ÖRSTRÖM Anders, 1825-27, regementsväbel, kapten vid Kongl. Maj:ts ståndsdrabanter
IFLANDER Anders, 1827-?, fanjunkare, Västgöta-Dals regemente
RODIN Abraham, 1828-38, kvartermästare, ? regemente, smålänning
FOLCKER Carl Gustaf, 1829-33, styckjunkare, Svea artilleriregemente
BOHM Carl Abraham, 1829-30, hautboist, Svea Livgarde
WIDHOLM Gustaf Olof, 1829-?, fältväbel, Upplands regemente
DRAKE Anders, underskeppare, Arméens Flotta
INGBERG Johan, 1830-31, underskeppare, Arméens Flotta
KRUSELL Carl Magnus, 1830-40, fältväbel, Västmanslands regemente, Medalj i silver för Tapperhet i Fält
FREDENHOLM Carl Gustaf, 1831-32, fanjunkare, Andra Livgardet
LINDBLAD Johan Erik, 1831-38, sergeant, Göta artilleriregemente
WAHLÉN Anders, 183?-36, fältväbel, ? regemente
HEDENGREN Erik Wilhelm, 1831-?, underskeppare, Arméens Flotta
CARLBOM Fredrik, 1832-35, hautboist, Svea Livgarde och Jämtlands regemente
Frank Louis Adolf, 1833-35, sergeant, Dalregementet
STADIG Anders Petter, 183?-, underskeppare, Arméens Flotta
BERSELIUS Johan Erik, 1835-41, fanjunkare, Livgrenadjärregementet
LILLJEDAL Erik, 1836-?, styckjunkare, Svea artilleriregemente
KÄLLMAN Olof, 1836-38, underskeppare, Arméens Flotta
ÅKERBERG Anders, ?, hautboist, ? regemente
SCHERLUND Johan, 183?-39, fanjunkare, Västmanlands regemente
SKARIN Carl Gustaf, 1838-41, rustmästare, Livgrenadjärregementets rusthållsdivision
SANDBERG Petter, 1838-184?, fanjunkare, Livgardet till häst, Medalj i silver för Tapperhet i Fält
BAUDIN Gustaf Erik, 1838-43, sergeant, Västerbottens regemente
PREUTZ Carl Adam, 183?-1840, fanjunkare, Svea Livgarde
SJÖHOLM Matts, 1839-184?, skärgårdsstyrman, Flottan
JANSSON Johan, 1839-43, kvartermästare, Livregementets husarer
ÖHRSTEDT Gustf, 1840-44, sergeant, Livgardet till häst
LINDBLAD Wilhelm, 1841-46, fanjunkare, Västgöta-Dals regemente
ZERBA Placito, 1841-42, regementstrumslagare, fanjunkare, musikdirektör, Västgöta-Dals regemente
WESTER Johan, 1841-45, fältväbel, Första Livgrenadjärregementet
RYDBERG Johan, 1841-49, fanjunkare, Jönköpings regemente
LINDSTRÖM Gustaf Adolf, 1841-46, styckjunkare, Svea artilleriregemente, Medalj i silver för Tapperhet i Fält
GÖÖS Johan Adam, 1842-49, förare, Första Livgrenadjärregementet

## Bilder

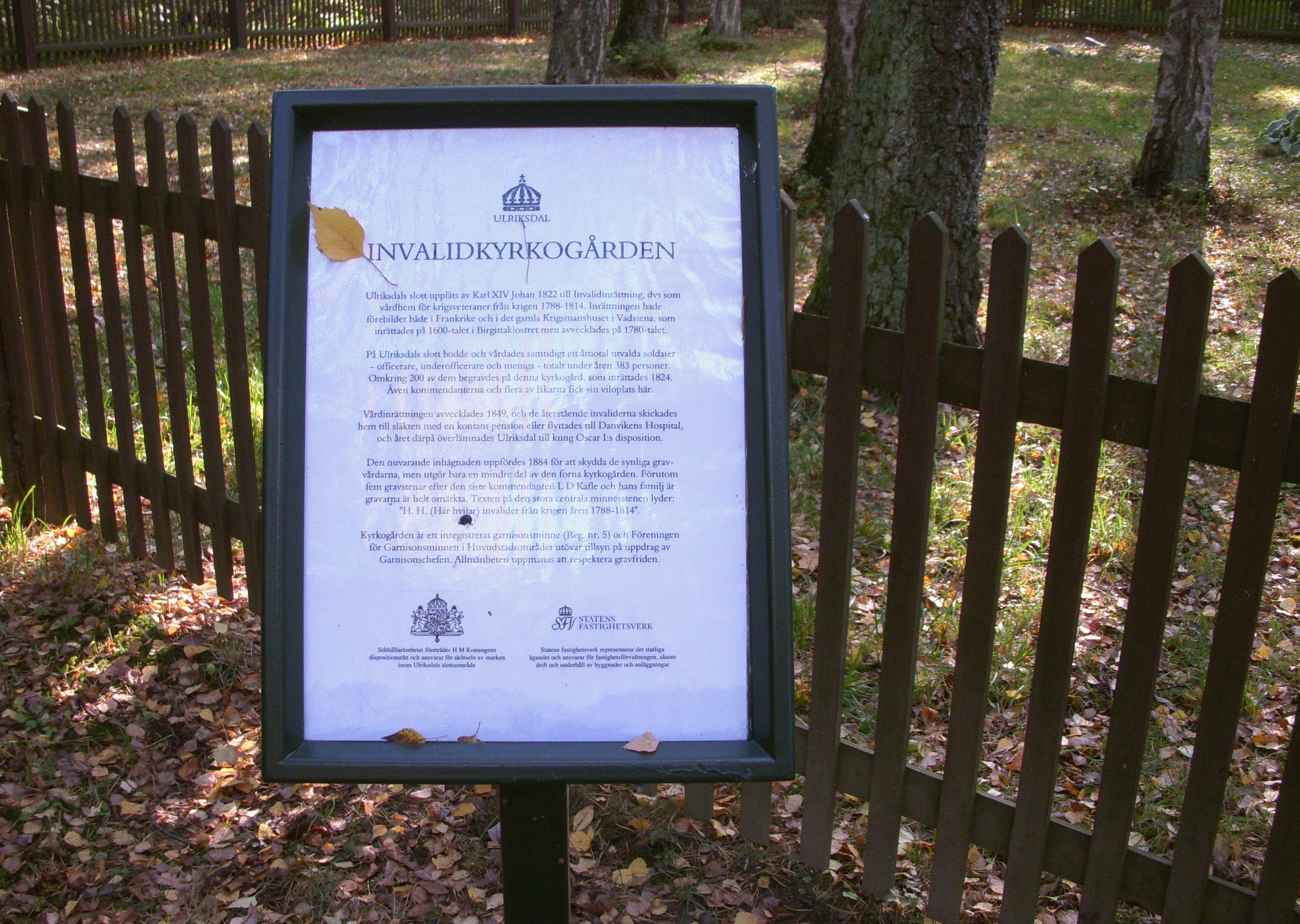
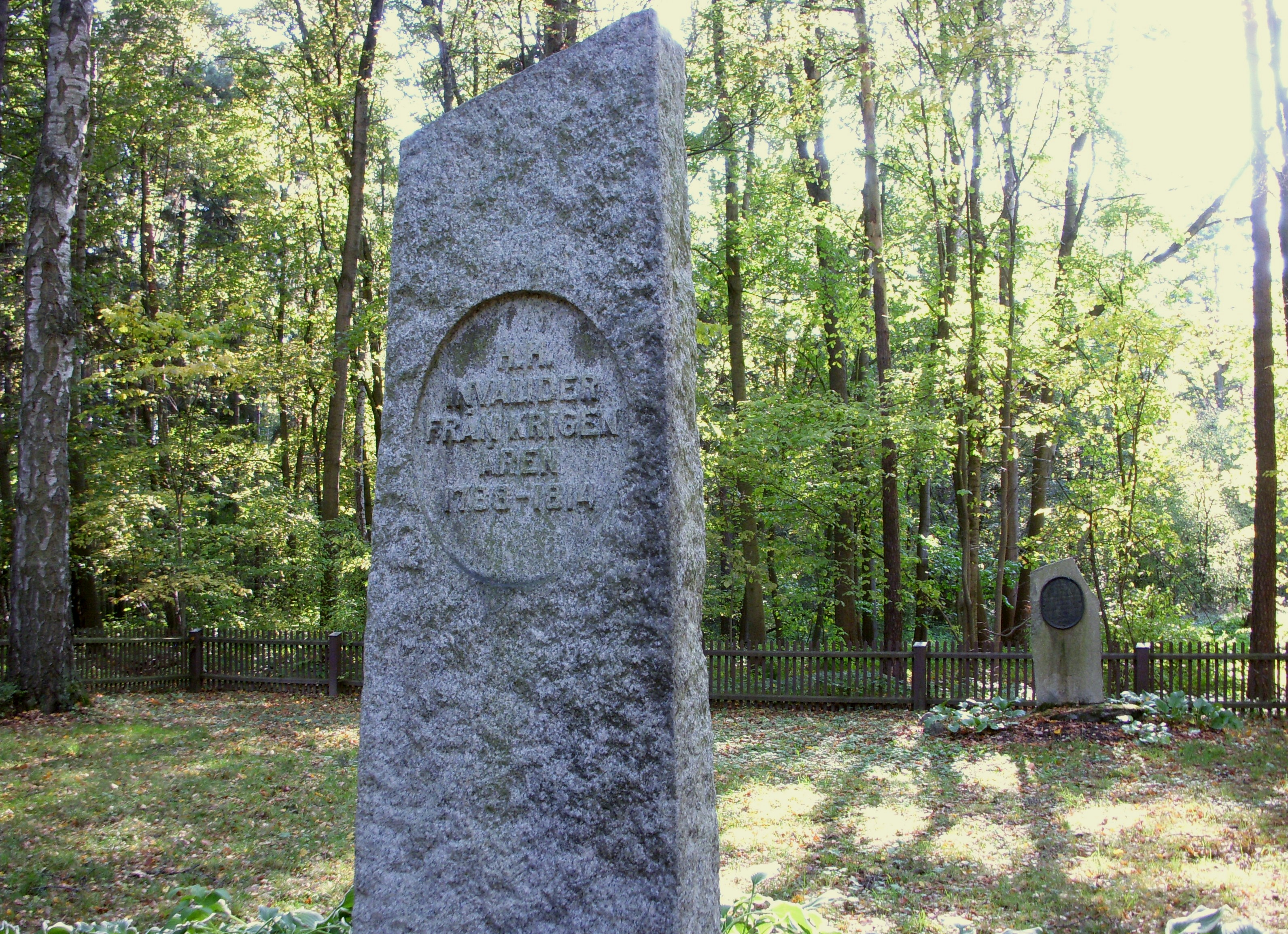
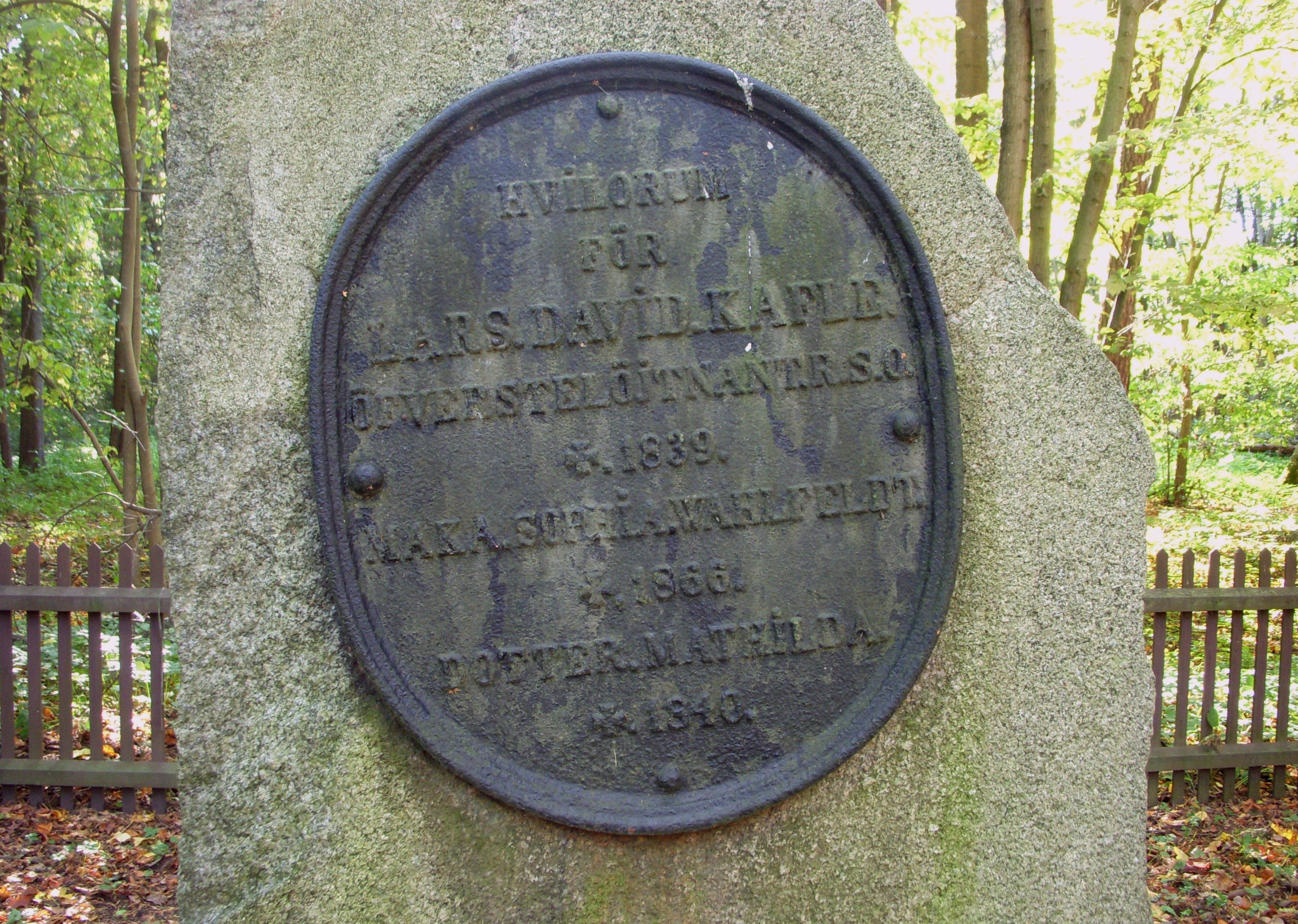
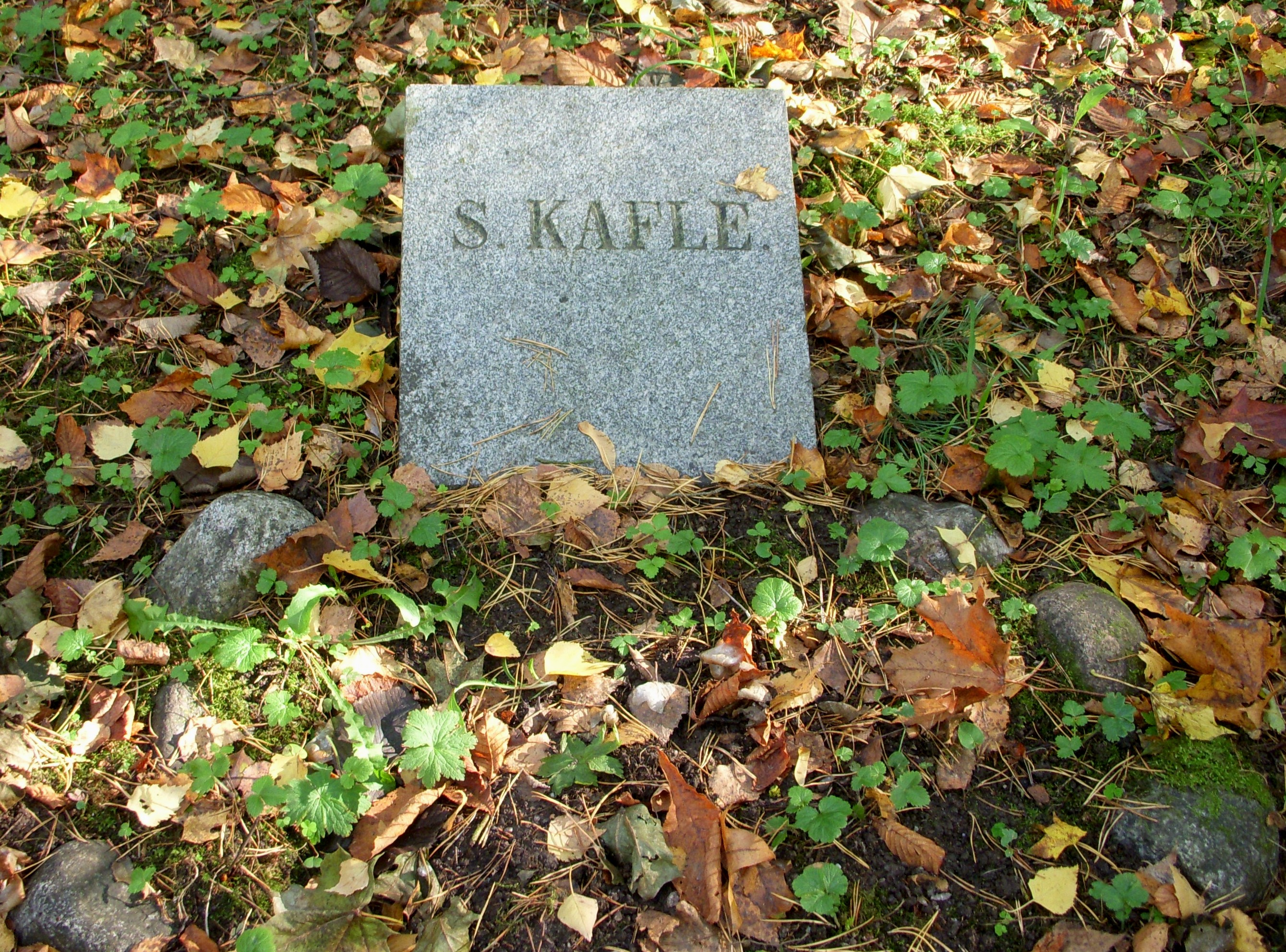